# Hockey Bassano femminile
L'Hockey Bassano femminile, meglio noto come Bassano, è la sezione femminile dell'omonimo club di hockey su pista avente sede a Bassano del Grappa in provincia di Vicenza. Nella sua storia ha vinto due campionati nazionali e una Coppa Italia. La squadra attualmente non risulta attiva.

## Palmarès
3 trofei
- Campionato italiano femminile: 2

2012-2013, 2013-2014
- Coppa Italia femminile: 1

2012-2013